# Gullpucken
Gullpucken (deutsch: Goldpuck) ist eine Auszeichnung des norwegischen Eishockeyverbandes, die seit 1959 jährlich dem besten männlichen Eishockeyspieler des Landes verliehen wird, der in der jeweils abgelaufenen Saison national und international die besten Leistungen gezeigt hat. Zweimal konnten den Preis Patrick Thoresen, Anders Bastiansen, Mats Trygg, Jim Martinsen, Ørjan Løvdal und Geir Myhre erringen.
2000 stiftete der Eishockeyverband eine Auszeichnung für den besten weiblichen Eishockeyspieler, der 2001 das erste Mal vergeben wurde. Seither konnte nur Line Bialik Øien die Trophäe zweimal gewinnen.

## Preisträger

### Herren
- 2015: Mathis Olimb, Frölunda HC[1]
- 2014: Jonas Holøs, Lokomotive Jaroslawl
- 2013: Lars Haugen, HK Dinamo Minsk[2]
- 2012: Patrick Thoresen, SKA Sankt Petersburg
- 2011: Anders Bastiansen, Färjestad BK
- 2010: Mats Zuccarello Aasen, MODO
- 2009: Patrick Thoresen, HC Lugano
- 2008: Mats Trygg, Kölner Haie
- 2007: Anders Bastiansen, Mora IK
- 2006: Tore Vikingstad, DEG Metro Stars
- 2005: nicht verliehen
- 2004: nicht verliehen
- 2003: Tommy Jakobsen, DEG Metro Stars
- 2002: Mats Trygg, Färjestad BK
- 2001: nicht verliehen
- 2000 Pål Johnsen, Storhamar
- 1999 Svein Enok Nørstebø, Trondheim Black Panthers
- 1998 Morten Finstad, Stjernen
- 1997 Petter Salsten, Storhamar
- 1996 Ole Eskild Dahlstrøm, Storhamar
- 1995 Trond Magnussen, Lillehammer IK
- 1994 Espen Knutsen, Vålerenga
- 1993 Jim Marthinsen, Vålerenga
- 1992 Jon Magne Karlstad, Vålerenga
- 1991 Geir Hoff, Furuset Ishockey
- 1990 Stephen Foyn, Sparta Warriors
- 1989 Jim Marthinsen, Trondheim Black Panthers
- 1988 Petter Salsten, Furuset
- 1987 Ørjan Løvdal, Stjernen
- 1986 Ørjan Løvdal, Stjernen
- 1985 Erik Kristiansen, Storhamar
- 1984 Øivind Løsåmoen, Storhamar
- 1983 Trond Abrahamsen, Manglerud Star
- 1982 Geir Myhre, Sparta Warriors
- 1981 Bjørn Skaare, Furuset
- 1980 Geir Myhre, Hasle-Løren IL
- 1979 Morten Sethereng, Frisk Asker
- 1978 Roar Øfstedal, Manglerud Star
- 1977 Jørn Goldstein, Manglerud Star
- 1976 Svein Pedersen, Hasle-Løren IL
- 1975 Morten Johansen, Frisk Asker
- 1974 Jan Kinder, Hasle-Løren IL
- 1973 Arne Mikkelsen, Vålerenga
- 1972 Steinar Bjølbakk, Vålerenga
- 1971 Terje Thoen, Sinsen IF
- 1970 Steinar Bjølbakk, Vålerenga
- 1969 Georg Smefjell, IK Tigrene
- 1968 Olav Dalsøren, IK Tigrene
- 1967 Jan Erik Solberg, Jar IL
- 1966 Per Skjerwen Olsen, Vålerenga
- 1965 Thor Martinsen, Allianseidrettslaget Skeid
- 1964 Chr. Petersen, Gamlebyen/Forward
- 1963 Einar Bruno Larsen, Vålerenga
- 1962 Roar Bakke, Gamlebyen/Forward
- 1961 Knut Nygård, Allianseidrettslaget Skeid
- 1961 Egil Bjerklund, Hasle-Løren IL
- 1960 Tor Gundersen, Vålerenga
- 1959 Leif Solheim, Furuset

### Frauen
- 2001 Ingvild Øversveen, Furuset IF
- 2002 nicht vergeben
- 2003 Hege Ask, Vålerenga IF
- 2004 nicht vergeben
- 2005 nicht vergeben
- 2006 nicht vergeben
- 2007 nicht vergeben
- 2008 Line Bialik Øien, Segeltorps IF
- 2009 Line Bialik Øien, Segeltorps IF
- 2010 nicht vergeben
- 2011 Helene Martinsen, Segeltorps IF
- 2012 Trine Martens, Vålerenga IF
- 2013 Andrea Dalen, North Dakota University[2]
- 2014 Invild Farstad, Linköpings HC
- 2015 Haug Hansen, Linköpings HC[1]
- 2016 Andrea Dalen, Djurgårdens IF
- 2017 Andrea Dalen, Djurgårdens IF